# ラオス人民軍
ラオス人民軍（ラーオ語: ກອງທັບປະຊາຊົນລາວ）は、ラオスの軍隊である。
ラオス人民革命党が創設した大衆組織ネオ・ラーオ・ハクサートの軍事組織パテート・ラーオを母体とするため、ラオス人民民主共和国の国軍であるとともに、ラオス人民革命党の統制を受ける「党の軍隊」としての性格を持つ。

## 概要
ラオスは世界の最貧国の1つであるため、ラオス人民軍は小規模であり、軍資金も不十分で、資材も不足している。装備の大部分はソビエト連邦より提供されたものであり、ソビエト連邦の崩壊後の今日では老朽化している。そのため、戦力の低下は継続的に続いていると見られる。
一方で、国防省は山岳開発公社や農林産業公社のように森林の伐採や鉱山開発そして、輸出入を行う公社を有しており、また、国家機構の中心を軍出身者が占めるなど、軍の権力は政治的にも経済的にも強大である。

## 歴史
ラオス人民軍の前身は、ラオス内戦において左派の軍事組織として王政を打倒したパテート・ラーオである。1949年7月19日、フランスによる植民地支配から独立した後、1950年にネオ・ラーオ・イサラ（ラオス自由戦線）が結成されると、その軍事組織としてパテート・ラーオが編制された。1956年、ネオ・ラーオ・イサラがラオス人民党（1972年にラオス人民革命党に改組）によって左派の大衆組織ネオ・ラーオ・ハクサート（ラオス愛国戦線）に改組されると、パテート・ラーオはネオ・ラーオ・ハクサートの戦闘部隊となった。その後、1965年10月5日にラオス人民解放軍と改称されたが、国際的なメディアは慣行と便宜上の理由から、ネオ・ラーオ・ハクサートとラオス人民解放軍をパテート・ラーオと呼び続けた。ラオス内戦がネオ・ラーオ・ハクサートの勝利に終わり、1975年12月2日にラオス人民民主共和国が建国されると、旧来のラオス王国軍は解散させられ、ラオス人民解放軍が国軍として編制された。1982年、ラオス人民軍に改称された。

## 組織
憲法の規定により、ラオス人民民主共和国主席がラオス人民軍の最高司令官となる。国防省が軍事行政を担当する。ラオス人民軍はラオス人民革命党の指導を受けるため、ラオス人民革命党中央国防・治安委員会が軍の最高指導機関となり、党の最高指導者である書記長が議長を務める。軍の政治総局は党中央委員会政治局の統制下に置かれる。
ラオス人民軍は、陸・空軍から成る。ラオスは内陸国のために海軍は存在しないが、陸軍が河川部隊を指揮している。
- 陸軍
- 空軍

## 装備

### 車両
- PT-76水陸両用戦車  ソビエト連邦 - 25両
- T-54/T-55戦車  ソビエト連邦 - 30両
- BTR-60P装甲兵員輸送車  ソビエト連邦 - 70両
- T-72B1MS戦車  ロシア - 上記T-34と交換で導入。両数不明。

### 火器
- マカロフ PM拳銃  ソビエト連邦
- AK-47自動小銃  ソビエト連邦
- AMD-65自動小銃  ハンガリー
- SKSカービン  ソビエト連邦
- 56式半自動歩槍  中華人民共和国
- 56式自動歩槍  中華人民共和国
- 97式自動歩槍  中華人民共和国
- Z111 ACE31/32  ベトナム
- MAT 49短機関銃  フランス
- RPG-2 ロケットランチャー  ソビエト連邦
- RPG-7 ロケットランチャー  ソビエト連邦
- 69式ロケットランチャー  中華人民共和国
- ストレラ2携帯式防空ミサイルシステム  ソビエト連邦
- M16A1自動小銃  アメリカ合衆国
- M60機関銃  アメリカ合衆国
- RPD軽機関銃  ソビエト連邦
- PK汎用機関銃  ソビエト連邦

### 航空機

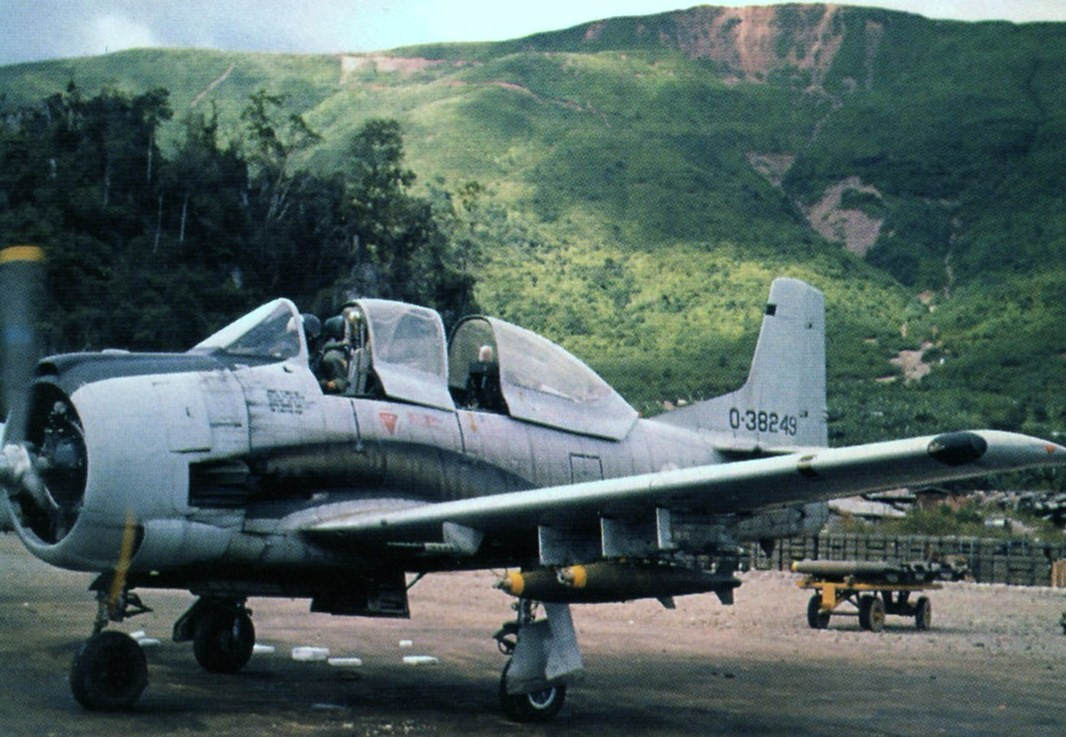
1972年ロンチェン基地のT-28D トロージャン練習機

- An-2 コルト輸送機  ソビエト連邦 - 10機
- An-24 コーク輸送機  ソビエト連邦 - 3機
- Yak-40輸送機  ソビエト連邦 - 2機
- Ka-32T ヘリックスC汎用ヘリコプター  ソビエト連邦 - 6機
- Mi-6 フック汎用ヘリコプター  ソビエト連邦 - 1機
- Mi-8 ヒップ汎用ヘリコプター  ソビエト連邦 - 9機
- Mi-17 ヒップH汎用ヘリコプター  ソビエト連邦 - 12機
- Z-9 ハイツン汎用ヘリコプター  中華人民共和国 - 1機